# Barbados nos Jogos Olímpicos de Verão de 2012
Barbados competiu nos Jogos Olímpicos de Verão de 2012, que aconteceram na cidade de Londres, no Reino Unido, de 27 de julho até 12 de agosto de 2012.

## Desempenho

### Atletismo
Os atletas de Barbados alcançaram índices de classificação nos seguintes eventos (máximo de três atletas por índice A e um por índice B):
Eventos com um atleta classificado por índice A:
- 100 m masculino

Eventos com um atleta classificado por índice B:
- 110 m com barreiras masculino
- 100 m com barreiras feminino

### Natação
Masculino
| Atletas      | Evento       | Eliminatórias | Eliminatórias | Semifinal   | Semifinal   | Final       | Final       |
| Atletas      | Evento       | Tempo         | Posição       | Tempo       | Posição     | Tempo       | Posição     |
| ------------ | ------------ | ------------- | ------------- | ----------- | ----------- | ----------- | ----------- |
| Bradley Ally | 200 m medley | 2min00s85     | 22º           | Não avançou | Não avançou | Não avançou | Não avançou |
| Bradley Ally | 400 m medley | 4min21s32     | 30º           |             |             | Não avançou | Não avançou |